# ピーター・オマリー
ピーター・オマリー（Peter O'Malley、1937年12月12日 - ）は、アメリカ合衆国・ニューヨーク州出身の実業家である。MLB、ロサンゼルス・ドジャースの元オーナーとして有名。父は同じくドジャース元オーナーのウォルター・オマリー。

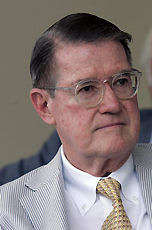
ピーター・オマリー（2008年7月撮影）

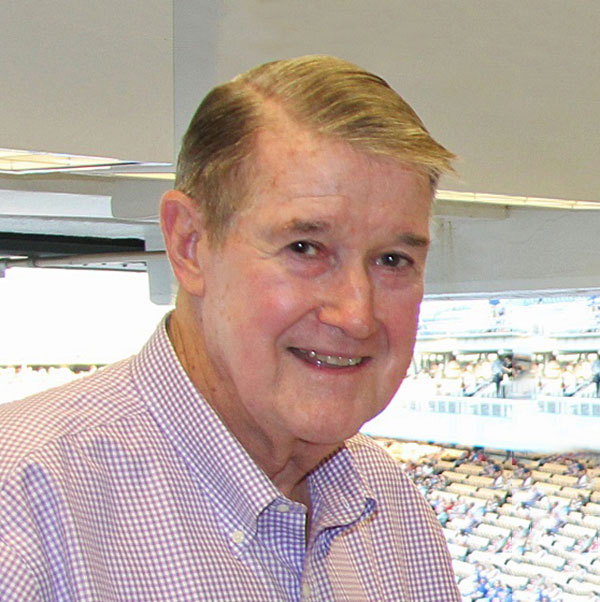
ピーター・オマリー（2015月撮影）

## 来歴・人物
ペンシルベニア大学ワートンスクール経営学科卒業後、1962年にドジャースに入社。
ドジャータウンの責任者から始め、1967年よりスタジアムオペレーション担当副社長として、球団経営に関与する。1969年、上級副社長に昇進。1970年、父の後を受け社長に就任。1995年に野茂英雄投手が入団した際のオーナーとして日本でも知られるようになる。1998年3月19日、ルパート・マードック率いるFOXに球団を売却。
オーナー在職中の29年間、アメリカ経済誌「フォーチュン」が発表する「働きやすい会社ベスト100」に、ドジャースが1984年、1993年、1997年と3度選ばれる。また、トップス社が発表する年間最優秀団体に5度（1967年、1970年、1981年、1990年、1997年）も選ばれた。
オマリーのお気に入りのドジャースの投手は、フェルナンド・バレンズエラ・野茂英雄・朴賛浩。いずれもアメリカ人ではなく、それぞれの母国（バレンズエラ→メキシコ、野茂→日本、朴→韓国）のメジャーリーガーのパイオニア的存在の選手である。
また1970年代、ヤクルトに入団した元メジャーリーガーのジョー・ペピトーンが数々のトラブルを引き起した事がきっかけになり、日本のプロ球界・プロ野球ファン全体にメジャーリーグへの不信感が蔓延した事がある。
オマリーは当時この事態に対してもっとも真剣に憂慮を示した人物の一人で、配下の選手から真面目で信頼がおける選手としてチャーリー・マニエルを選び、ペピトーンが問題を起こしたヤクルトに委譲するなど、メジャーリーグの信頼回復に努めた事でも知られる。マニエルは来日1年目こそ振るわなかったものの、日本の野球に慣れた2年目からは大車輪の活躍を遂げ、1978年にはヤクルト初の日本一に貢献するなど、ペピトーンの汚点を払拭して余りある実績を残し、見事にオマリーの期待に応えてみせた。
1980年代には当時中日の監督だった星野仙一と懇意にしており、中日のベロビーチキャンプを実現させた。
球団経営から手を引いた後は目立った活動はなかったが、2011年にドジャースが経営悪化によりMLBコミッショナー機構により売却が発表された後、球団を買い戻す用意があることを表明した。2009年1月18日に名古屋で行われた山本昌の200勝記念パーティーに参加し、2014年7月18日には日本の野球殿堂入りを果たした野茂のプレゼンターとして西武ドームに来場した。

## 逸話
二宮清純によると、野茂英雄がドジャースと契約する決め手となったのは、「本当にキミが欲しいんだ」、「日本での地位を捨ててまでメジャーリーグでやってみたい、というキミの勇気を称えたい。僕はキミのような青年が好きなんだ。ベースボールは、いつか世界規模のスポーツになるよ。我がドジャースは、これからも世界の野球に目を向け続け、キミのようなアジアの青年に入り口のドアをノックしてもらいたい。その意味でもキミのメジャーリーグ挑戦は、偉大な行為だと思う」というオマリーの言葉が決めてになったとされる

## 栄典
- 旭日中綬章 - 2015年4月、旭日中綬章を受章[5]。伝達式は7月8日ドジャースタジアムで行われ、野茂も参加した[6]。

## 家族・親戚
- 妻 - アネット・オマリー[7]
- 姉 - テリー・オマリー・サイドラー（英語版）
- 甥 - ピーター・サイドラー

## 脚註
1. ↑  売却のド軍、オマリー氏が経営権獲得に名乗り サンケイスポーツ 2011年11月3日閲覧
2. ↑  マサ「投げ続ける」　２００勝パーティーで１３００人に誓った 中日スポーツ 2009年1月19日
3. ↑  平成26年 野球殿堂入り表彰式（野茂氏、秋山氏、佐々木氏） 野球殿堂博物館 2014年7月19日
4. ↑  野球国際化に向け種まきした経営者。元ドジャーズオーナー：ピーター・オマリー。【二宮清純 スポーツの嵐】 | ラブすぽ
5. ↑  ドジャース元会長オマリー氏、旭日中綬章受章に感謝 日刊スポーツ 2015年4月29日
6. ↑  ピーター・オマリー氏の叙勲をＯＮ、野茂氏が祝福 日刊スポーツ 2015年7月10日
7. ↑  アネット・オマリーさんが死去　81歳　ドジャースのピーター・オマリー元オーナーの妻― スポニチ Sponichi Annex 野球